# Заозёрское сельское поселение (Смоленская область)
Заозёрское се́льское поселе́ние — бывшее муниципальное образование в составе Велижского района Смоленской области России. Административный центр — деревня Заозёрье. На территории поселения находилось 19 населённых пунктов.
Образовано 2 декабря 2004 года. Упразднено 20 декабря 2018 года, территория и населённые пункты переданы в Печенковское сельское поселение.
Главой поселения и Главой администрации являлась Минченко Антонина Ивановна.
| 2011 | 2012 | 2013 | 2014 | 2015 | 2016 | 2017 |
| ---- | ---- | ---- | ---- | ---- | ---- | ---- |
| 382  | ↘361 | ↘341 | ↘338 | ↘319 | ↗320 | ↘312 |
| 2018 | 2019 |      |      |      |      |      |
| ↘310 | ↘302 |      |      |      |      |      |

## Географические данные
- Общая площадь: 125 км²
- Расположение: северо-восточная часть Велижского района
- Граничило:
  - на северо-востоке — с Тверской областью
  - на востоке — с Демидовским районом
  - на юго-востоке — с Погорельским сельским поселением
  - на юго-западе и западе — с Селезнёвским сельским поселением
  - на северо-западе — с Псковской областью.
- Крупная река: Западная Двина.

Часть территории поселения граничила с национальным парком Смоленское поозёрье.

## Экономика
Сельхозпредприятия, строительные организации, магазины.

## Состав
В состав поселения входили следующие населённые пункты:
- Деревня Заозёрье — административный центр
- Березьково, деревня
- Бобова Лука, деревня
- Ботаги, деревня
- Васькино, деревня
- Городище, деревня
- Глузды, деревня
- Дор, деревня
- Заболонье, деревня
- Зелёный Луг, деревня
- Зубки, деревня
- Картавщина, деревня
- Красный Луг, деревня
- Пасторки, деревня
- Понево, деревня
- Староселье, деревня
- Хрипино, деревня
- Шейдово, деревня
- Шумилово, деревня